# Fredrik Jax
Fredrik Jax, född 6 februari 1972, är en svensk före detta professionell ishockeyspelare. Han är son till Hans Jax.
Fredrik har totalt spelat 30 grundseriematcher för Leksands IF i Elitserien, åren 1990-1992.